# Црква Светих апостола Петра и Павла у Коларима
Црква Светих апостола Петра и Павла у Коларима, месту града Смедерева у Подунавском округу, подигнута је 1847. године и представља споменик културе.

## Историјат и архитектура цркве
Црква у Коларима је посвећена Светим апостолима Петру и Павлу и саграђена је на месту старе цркве брвнаре из 1717. године, што доказује уклесана година на архитраву северног портала. Као материјал за њену градњу, према неким подацима, коришћен је камен порушене коларске џамије, тврђаве Кулич, напуштеног биновачког манастира и цркава у Бадљевици и Петријеву.
Коларска црква је саграђена као једнобродна грађевина у класицистичком духу, са наосом правоугаоне основе и полукружном олтарском апсидом на истоку, док се на западу се издваја припрата са галеријом над којом је изведен звоник. Фасада цркве је скромно профилисана, без хоризонталне елевације, док је вертикална посебно наглашена прозорским отворима, пиластрима и масивним звоником на западној фасади.
Живопис као и иконе на иконостасној прегради рад су сликара Димитрија Посниковића, што потврђује и сликарев потпис на појединим иконама и зидним сликама: „Живописао Димитрии Посник 1876. из Београда“. Посебно су вредне сликарске целине, медаљони на огради галерије са портретима светих владара из породица Немањић, Лазаревић, Бранковић. Иконостасна преграда је рад столара Франца Шмита за који је скицу израдио сам Посниковић. Иконе на њој су изведене 1876. године, техником уља на дрвеној подлози. Првобитно је у коларској цркви био постављен иконостас цркве биновачког манастир. Икона Исуса Христа из 1827. године и Распеће из 1830. године и данас се чувају у цркви у Коларима.
Црква поседује вредан фонд црквених предмета (икона, богослужбених сасуда, књига) као и лепе комаде црквеног мобилијара (архијерејски, владарски и Богородичин престо).